# Брунінью
Брунінью, або Бруну Мосса де Резенде (порт. Bruninho, Bruno Mossa de Rezende, нар. 2 липня 1986) — бразильський волейболіст, олімпійський чемпіон Ріо-2016 і віцечемпіон Лондону-2012, гравець італійського клубу «Leo Shoes PerkinElmer Modena».

## Життєпис
Батько — Бернардо де Резенде.
Грав, зокрема, у складах клубів «Унісул» та «Cimed Esporte Clube» (обидва — Флоріанополіс), «Каса» (Модена), «Associacao Desportiva RJX», «Sesi San Paolo» (також — у ВК «Модена»).

## Виступи на Олімпіадах
| Олімпіада   | Дисципліна | Місце |
| ----------- | ---------- | ----- |
| Пекін 2008  | волейбол   | 2     |
| Лондон 2012 | волейбол   | 2     |
| Ріо 2016    | волейбол   | 1     |